# Devildriver
DevilDriver är en amerikansk musikgrupp bildad 2002 av Dez Fafara från gruppen Coal Chamber. De släppte sitt självbetitlade debutalbum år 2003, vilket bland annat innehåller låtarna "Meet The Wretched" (The Wretched är även namnet på DevilDrivers fanclub) och "Devil's Son". År 2005 följde de upp med sitt andra albumThe Fury of Our Maker's Hand, och år 2007 gavs det tredje albumet The Last Kind Words ut. Den 13 juli 2009 släpptes deras fjärde album Pray For Villains. DevilDrivers genre har folk försökt specificera sedan deras debut år 2003, och det har kommit att kallas för allt från thrash metal till black metal. Enligt Dez Fafara och John Boecklin själva så spelar de inte ens metal, utan en odefinierad musikstil som är en så kallad "one of a kind".

## Medlemmar
Nuvarande
- Dez Fafara – sång (2002–)
- Michael Spreitzer – gitarr (2004–)
- Austin D'Amond – trummor (2015–)

- Diego "Ashes" Ibarra – basgitarr (2016–)

Tidigare medlemmar
- Evan Pitts – gitarr (2002–2004)
- Jonathan Miller – basgitarr (2002–2011)
- Jeff Kendrick – gitarr (2003–2014)
- John Boecklin – trummor (2003–2014)
- Chris Towning – basgitarr (2013–2017)
- Neal Tiemann – gitarr (2015–2021)

Turnerande medlemmar
- Patrick Lachman – basgitarr (2008)
- Aaron "Bubble" Patrick – basgitarr (2010–2012)
- Chris Towning – basgitarr (2012–2013)
- Kevin Talley – trummor (2008, 2010, 2011)

## Diskografi
- Devildriver - 2003

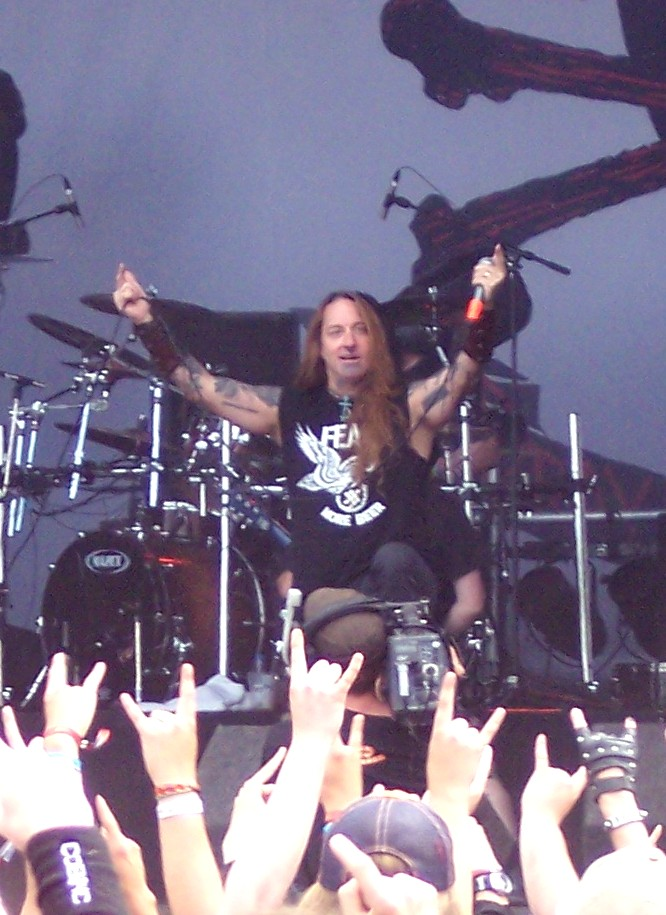
Dez Fafara live vid Hellfest 2007.

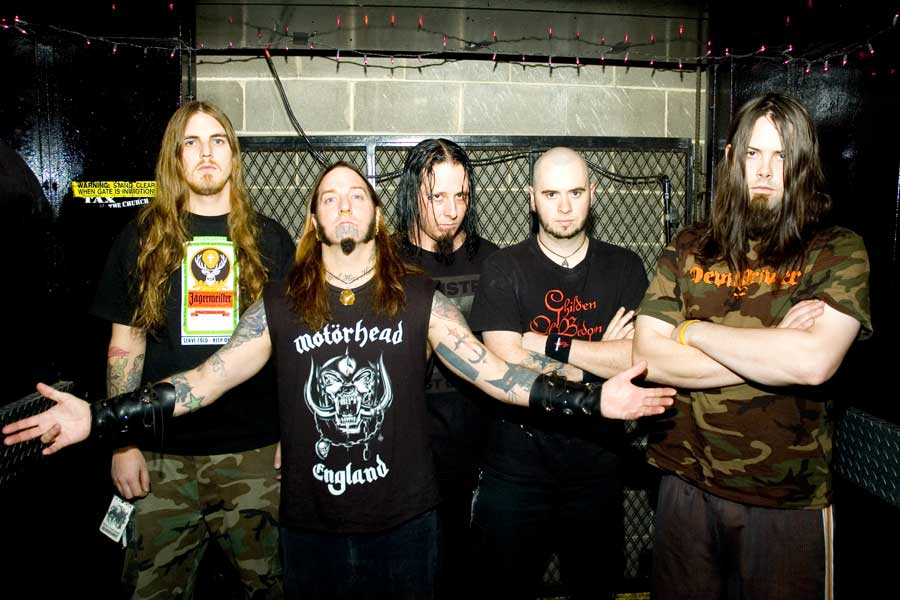
DevilDriver 2007.

- The Fury Of Our Maker´s Hand - 2005
- The Last Kind Words - 2007
- Pray For Villains - 2009
- Beast - 2011
- Winter Kills - 2013
- Trust No One - 2016
- Outlaws 'til the End, Vol. 1 - 2018
- Dealing with Demons I - 2020
- Dealing with Demons II - 2021